# Ciberactivisme
El ciberactivisme es refereix a l'activisme associat al conjunt de tècniques i tecnologies de la comunicació, basades fonamentalment en internet (i telefonia mòbil). La utilització d'aquests mitjans de comunicació alternatius als tradicionals, permet eludir el monopoli, sobretot en països poc democràtics, de l'opinió majoritària vessada en els mitjans oficials o majoritaris, tenint més llibertat i major impacte, tot facilitant l'expressió d'opinions diverses.
Han utilitzat tècniques de ciberactivisme organitzacions com Intermón Oxfam, Amnistia Internacional, Greenpeace, la Electronic Frontier Foundation nord-americana o l'EZLN mexicà. A l'espai exsoviètic, cert grau de ciberactivisme ha tingut un paper determinant en els processos coneguts com les Revolucions de colors.
En concret Intermón Oxfam, Amnistia Internacional i Greenpeace proposen a les seves pàgines formes de voluntariat electrònic o ciberactivisme participant en les seves cadenes d'enviaments de correus electrònics, i cartes, com a protesta davant les accions lesives contra els drets humans, o el medi ambient, per part de multinacionals i governs.
El ciberactivisme pot també prendre una forma espontània, en la qual la tecnologia i les relacions en xarxa eliminen la divisió entre mobilitzadors i mobilitzats. Aquest és del cas de les mobilitzacions espontànies de protesta després dels atemptats de l'11M a Espanya en 2004, el moviment EDSA II a les Filipines l'any 2001, en les revoltes estudiantils contra la CPE (llei de primer contracte) a França de 2005, les manifestacions per un habitatge digne a Espanya en 2006 o la Primavera Àrab del 2010-2011.

## Orígens del ciberactivisme
La primera gran ocasió en la qual es va fer visible com un moviment pot alimentar, propagar-se i arribar a ser global a través de les tecnologies de la comunicació va ser les protestes contra l'Organització Mundial del Comerç, durant la seva reunió a Seattle l'any 1999. Moviments socials preestablerts van utilitzar les noves tecnologies com a eines de comunicació i protesta. Tot i això, anteriorment l'activisme en la web ja s'havia donat a veure amb la reivindicació de la ideologia d'Internet duta a terme per grups autodeterminats de furoners, ciberpunks, etc. integrats en plataformes com la Electronic Frontier Foundation. Així doncs, la cultura hacker i els valors d'Internet poden ser considerats com els orígens del ciberactivisme.
El periodista nord-americà Steven Levy va advertir de l'existència d'una filosofia comuna que semblava lligada a la lògica dels ordinadors. Era la filosofia de compartir, de l'obertura, de la descentralització. I tot per un fi: millorar les màquines i millorar el món. Era l'ètica hacker. Aquest somni no escrit va ser resumit en els següents conceptes que s'oculten en les actuals mobilitzacions socials:
- L'accés als ordinadors i qualsevol cosa que pugui ensenyar-te alguna cosa sobre la manera en què funciona el món hauria de ser il·limitat i total.
- Tota la informació ha de ser lliure.
- Desconfia de l'autoritat. Promou la descentralització.
- El furoner ha de ser jutjat per un hacking, no per falsos criteris com la titulació, l'edat, la raça o la posició.
- Es pot crear art i bellesa amb un ordinador.
- Els ordinadors poden canviar la teva vida a millor.
- Així com la làmpada d'Aladí, pots aconseguir que facin la teva voluntat. Segurament tots es podrien beneficiar d'experimentar aquest poder. Segurament tots es podrien beneficiar d'un món basat en l'ètica furonera.

## Formes de ciberactivisme
Amnistia Internacional ha recopilat una sèrie de formes adients per a realitzar ciberactivisme de forma eficaç:
- Firmes de peticions. És una de les formes més senzilles de participar en l'activisme però no deixa de ser una acció amb altres persones per a garantir que els drets humans es respectin, es protegeixin i siguin una realitat. La suma de moltes firmes poden ajudar a presionar els governs i els responsables de les preses de decisions de tot el món.
- Bàners i aplicacions widget. Inserir bàners i widgets en els mateixos portals web és una altra opció per solidaritzar-se amb campanyes. Permeten a la gent accedir al portal web en un sol clic.
- Correu electrònic. És una forma fàcil i econòmica de difondre missatges i sensibilitzar a la gent, ja que permeten arribar directament a particulars i als responsables de les preses de decisions. Aquests correus acostumen a abordar els punts més importants en les primeres línies, ja que aquesta és la part que més es llegeix, són missatges personalitzats, faciliten enllaços per a ampliar informació i expliquen el tipus d'acció a realitzar i les dates clau.
- Cartes. La redacció i l'enviament de cartes és una altra de les formes de ciberactivisme, es basen en fets i sovint fan referència a presos.
- Xarxes socials. Les xarxes socials donen l'oportunitat de comentar i debatre els assumptes considerats importants.
- Creació de blogs. Els blogs ajuden a promoure campanyes, a establir contactes amb altres persones i a recollir suport per a la causa. Els blogs acostumen a formar part d'una comunitat, per la qual cosa estan tots entrellaçats.
- Fotografies. Les fotografies són una forma poderosa i atractiva de transmetre un esdeveniment i es poden compartir fàcilment amb altres persones.
- Vídeos. Els vídeos són potents mitjans de comunicació, ja que transmeten molt més les emocions i els esforços de les persones. La producció i distribució de vídeos és cada vegada més senzilla i accessible. Es graven amb telèfons mòbils, càmeres USB o càmeres digitals.

## Investigadors del ciberactivisme
- Steven Clift. Ja fa gairebé 20 anys que treballa en la millora de la democràcia, la construcció de la comunitat i la participació ciutadana a través de les xarxes socials. Fundador i director executiu d'E-Democracy.org, va crear la primera pàgina web sobre les eleccions (1994, Minnesota).
- Ismael Peña-López. Treballa sobre l'impacte de les Tecnologies de la Informació i la Comunicació en el desenvolupament, en la mesura de l'evolució de les economies digitals i l'adopció personal del digital, així com l'impacte de les TIC en el desenvolupament i les seves principals institucions.
- Antoni Gutiérrez-Rubí. Escriu habitualment en diferents mitjans, com El Periódico, El País, Expansión o Cinco Días. En els seus articles i llibres reflexiona sobre nova política, comunicació i noves tendències en l'àmbit social i empresarial.
El grup DatAnalysis15M ha estudiat el concepte de la «tecnopolítica», entre d'altres. «La tecnopolítica del 15-M s'ha manifestat com una presa de l'espai públic físic, digital i mediàtic capaç d'orientar accions distribuïdes tant a les xarxes com a la ciutat. Les xarxes no han servit únicament per construir o coordinar l'acció col·lectiva sinó també per teixir el sentit de la pròpia acció i crear un impuls transformador en diferents grups i sectors socials», afirma el treball de DatAnalysis15M Tecnopolítica: la potencia de las multitudes conectadas.
A més a més, hi ha nombrosos centres d'investigació, com per exemple The Internacional Teledemocracy Centre – ITC, PEP-NET, Institute for Electronic Participation – InePA, Institut de Govern i Polítiques Públiques i ICT&S Center – Salzburg.

## Exemples de ciberactivisme
- Primavera àrab. Els països àrabs van iniciar, l'any 2010, una sèrie de revolucions i protestes sense precedents, majoritàriament finançades per potències occidentals, per una millora substancial de les condicions de vida i un sistema democràtic. La primera revolució va tenir lloc a Tunis el 17 de desembre de 2010 després que la policia arrabassés les mercaderies d'un venedor ambulant. Això va servir com a model per a la resta de nacions àrabs com Egipte, Líbia, Yemen, Algèria, Oman... El conflicte a Síria es va produir després que uns adolescents fossin torturats per haver escrit a la paret: «És el teu torn, Doctor», fent referència al president Asad, que és oftalmòleg. Es va originar una Guerra Civil que, malgrat tot, encara perdura.
- 15M. El moviment 15-M té els seus orígens al Caire i a Islàndia i va fer aplegar a una multitud de persones de forma voluntària, arran de la manifestació del 15 de maig del 2011, per tal de realitzar una sèrie de protestes pacífiques amb la intenció de promoure una democràcia més participativa i allunyada del bipartidisme.
- Occupy dels EEU. Arran del 15M s'ha mantingut ocupat el Zuccotti Park de Lower Manhattan, des del 17 de setembre de 2011. Les protestes populars lluiten contra el poder omnímode de les empreses i les evasions fiscals sistemàtiques de l'1% més ric.
- Yo soy 132 de Mèxic Estudiants mexicans, bàsicament d'educació superior, van reclamar una democratització dels mitjans de comunicació, la creació d'un tercer debat entre els candidats presidencials i el rebuig a la suposada imposició mediàtica d'Enrique Peña Nieto com a candidat en les eleccions de 2012.
- Protestes a Russia amb motiu del suposat frau en les eleccions legislatives russes celebrades el 4 de desembre de 2011. Arran d'això es va crear el grup de punk feminista Pussy Riot, que escenifica actuacions de provocació política. El 21 de febrer de 2012 van entrar a la Catedral de Crist Salvador de Moscú per interpretar una cançó en la que demanava a la Verge Maria que fes fora a Putin, fet pel qual van ser detingudes i condemnades a dos anys de presó.
- Wikileaks. Wikileaks és una pàgina web encarregada de recollir filtracions i notícies sobre comportaments governamentals no ètics. Les filtracions que van fer que la plataforma agafés una gran força van ser les realitzades amb relació a l'actuació dels Estats Units en les guerres d'Irak i Afganistan. Arran d'això, els Estats Units va iniciar, al desembre del 2010, una sèrie d'accions que tenien com a finalitat acabar amb Wikileaks. Però, tot i bloquejar les seves fonts de finançament, nombrosos usuaris van crear miralls, amb el que els continguts de la pàgina van continuar sent visibles.
- #FreeTheNipple (Allibera el mugró). Es tracta d'un moviment per la igualtat de gènere, iniciat per l'actriu i cineasta Lina Esco, amb l'objectiu d'acabar amb la censura i eliminar les tendències de la societat de sexualitzar la part superior del cos de la dona, i recolzar l'exhibició del cos femení als Estats Units, un país conservador en aquest aspecte. Des que es va iniciar aquesta campanya, s'hi ha unit celebritats de l'altura de Miley Cyrus, Rihanna o Cara Delevingne.
- #IfTheyGunnedMeDown (Si em matessin a trets). Michael Brown, un adolescent negre de 18 anys, va ser mort a trets per la policia després del que les autoritats digueren ser un altercat policial. Alguns mitjans de comunicació mostraven fotos de Brown vestit de la seva graduació de l'escola, mentre que altres feien servir una foto d'ell al carrer, amb un aspecte informal, el que alguns interpretaven com un senyal de gàngster. Reivindicant la igualtat entre races, membres de la comunitat afroamericana van demanar als principals mitjans de comunicació la següent pregunta: «Si em matessin a trets, quina foto farien servir?»  D‘aquí va sortir el moviment, el qual s'hi han unit persones de tot el món, penjant dues fotos en dues situacions totalment diferents: una de la graduació, i una estant de festa, per exemple.
- Happy Hippie Foundation. Llançada per Miley Cyrus i Joan Jett el 2014, aquesta associació sense ànim de lucre té com a objectiu lluitar contra la injustícia cap als joves sense llar, LGBT i altres poblacions vulnerables. La campanya ja compta amb gairebé mig milió de seguidors, gràcies a la Miley, que per fer-ne propaganda va gravar les Backyard Sessions, una col·lecció de vídeos musicals entre la Miley i altres artistes com Joan Jett, Laura Jane Grace, Melanie Safka i Ariana Grande.

## Exigències de la comunicació ciberactivista
El ciberactivisme és una comunicació participativa, en la que es dialoga, s'aprèn, es forma i en la que no es dona una opinió ja tancada sobre un determinat assumpte, una comunicació en la qual, al mateix temps, s'és emissor i receptor i la que sempre tracta d'aconseguir una transformació social. No és propaganda ni publicitat de determinats èxits alhora que ocults errors en altres aspectes i el discurs no es construeix de forma jeràrquica. No és el missatge, discurs o llenguatge d'una persona en particular, sinó la conversa i el diàleg que s'aconsegueixi construir amb totes les persones participants.
Les exigències d'aquesta forma de comunicació són:
- Actualitat. La informació de la xarxa ha d'estar actualitzada; la facilitat i la immediatesa de la comunicació a Internet fan difícilment justificable que una web, blog o altre mitjà no s'actualitzi amb una mínima periodicitat setmanal.
- Identificació. No és bo mantenir-se en l'anonimat, amagar què es fa ni des d'on, ja que són elements que contribueixen en la credibilitat i la transparència.
- Brevetat. Els missatges han de ser breus, concisos i senzills, la qual cosa no significa que no s'hagi de ser rigorós i profund en la informació.
- Oberts a la innovació. Si un treball no funciona, s'ha d'eliminar i tornar a emprendre, buscant nous recursos i llançant noves iniciatives.
- Oberts a la participació. Facilitar i cuidar la participació a Internet necessità una gran dosi de temps i de dedicació.
- Guardar, salvar i recopilar. S'ha d'aprendre a guardar el més important i amb més interès.
- Bon humor i apropament. Trencant amb els mitjans tradicionals, s'ha d'apostar per una comunicació propera, amb errors, detalls personals, anècdotes, etc. És preferible la subjectivitat sincera que l'objectivitat interessada.
- Els veritables protagonistes. Tots els involucrats han de ser presents amb la seva pròpia veu i en totes les comunicacions possibles, ja que són ells els qui han d'explicar els seus problemes i dificultats.
- Enllaçar. El coneixement de la persona que publica quelcom ha d'estar enllaçat al coneixement d'altres persones, ja que aquest és el gran avantatge de les xarxes socials.
- Seleccionar. A vegades el problema no és la falta d'informació, sinó al contrari, l'excés d'informació. S'ha de resumir i intentar no sobrecarregar als lectors.
- Originalitat. Abans de publicar quelcom, l'autor ha d'assegurar-se que altres no han dit el mateix, tots els missatges han de tenir un factor diferencial.
- Citar. Sempre que es decideixi reproduir el publicat per una altra web, blog o mitjà digital s'ha de citar la font, ja que en moltes ocasions no importa tant l'autor sinó a través de quins mitjans hi ha arribat.
- Copyleft. Les llicències copyleft permeten als lectors reproduir continguts o no, editar-los o no, citar o no a l'autor o restringir la seva reproducció únicament a publicacions sense ànim de lucre.
- Reflexions sobre el llenguatge. És necessari realitzar una contínua reflexió sobre el llenguatge que s'utilitza i no utilitzar molts tecnicismes, pensant en aquells que no tenen tants coneixements.

## Principals rols que desenvolupen les persones ciberactivistes
- Rol de la mediació comunicativa. Realitza la funció d'impulsar iniciatives per apropar actors, com per exemple autoritats i el poble, que poden tenir opinions discrepants o confrontades sobre una qüestió. Propicien debats, diàlegs i trobades per a la discussió i la informació a la comunitat.
- Rol de promoció del debat públic. Afrontar els temes més apropiats a partir de conèixer les motivacions, els sentiments i les preocupacions de les persones de la comunitat. Moderen amb imparcialitat intentant buscar acords de consens i mostren els aspectes comuns dels diferents punts de visió.
- Rol d'orientació ciutadana. Realització de campanyes d'educació, participació i apoderament per a aconseguir una ciutadania activa i que es reconegui en els [mitjans de comunicació alternatius].

## Crítiques al ciberactivisme
Els crítics argumenten que aquest tipus d'enfrontaments amb l'activisme alguns problemes. La principal és la fractura digital. S'argumenta que això crea una representació desproporcionada en relació amb aquells que no tenen accés a Internet o que no tenen traça amb aquestes tecnologies.
Els crítics també argumenten que l'activisme cibernètic pot promoure (especialment en les discussions polítiques) una ciberbalcanització del fenomen, que és quan hi ha una fragmentació i la polarització davant d'un tema en particular en lloc d'un consens.
Una altra de les crítiques formulades contra l'activisme cibernètic és sobre l'activitat dels activistes més enllà d'Internet. Com va dir una vegada l'activista dels EUA Ralph Nader, «Internet no fa una bona feina quan es tracta de motivar la gent», citant el fet que el Congrés dels EUA, el Pentàgon i les empreses «no tenen por de l'ús cívic d'Internet». Hi ha ciberactivistes que es limiten a escriure en el Facebook, passar missatges pel Twitter, signar peticions del més divers, i realitzar altres activitats a Internet; però la seva participació fora d'Internet (com, per exemple, en el voluntariat social i en el compromís polític) és molt inferior a la participació en Internet. A causa d'això, s'ha creat un terme anglès que explica aquest fenomen: l'slacktivism, que és la unió de les paraules slack i activism (que es vindria a traduir com a activisme mandrós). És un terme despectiu usat per a aquelles situacions en què les persones participen en causes d'Internet amb un resultat pràctic poc o gens d'efectiu, només per alleujar la consciència.

## Futur del Ciberactivisme
Com asseguren Mario Tascón i Yolanda Quintana al seu llibre Ciberactivismo. Las nuevas revoluciones de las multitudes conectadas, la situació de crisi econòmica actual i la pèrdua de legitimitat dels intermediaris afavoreixen les accions i el futur del ciberactivisme.
En un context en què els polítics perden credibilitat i els mitjans de comunicació són cada vegada més qüestionats, aquesta nova forma de protesta guanya pes entre la societat. El ciberactivisme es coneix també com la denúncia per part d'un col·lectiu que no està vinculat a cap empresa i que, per tant, no obeeix uns interessos financers, a diferència dels mitjans de comunicació.
És per aquest motiu, que ambdós autors consideren les denúncies a polítics, a mitjans de comunicació i a entitats bancàries els temes més recurrents actualment i que guiaran el ciberactivisme dels pròxims anys. Les protestes #OpCashBack als Estats Units o #NoLesVotes a l'Estat espanyol en són un exemple.